# 贫下中农
贫下中农，是中华人民共和国在一段时期内特定政治身份的历史名词，这种身份在个人档案中填入个人成份或家庭成份栏。

## 词源
1955年7月31日毛泽东在《关于农业合作化问题》中提出“我认为我们应当相信:(1)贫农、新中农中间的下中农和老中农中间的下中农，因为他们的经济地位困难（贫农），或者他们的经济地位虽然比较解放以前有所改善，但是仍然不富裕（下中农）”这是在中国共产党的重要文献里首次提出了“下中农”这个词语。然后毛泽东在同年9月7日为中共中央起草的党内指示标题就是《农业合作化必须依靠党团员和贫农下中农》。
之后“贫农下中农”常合称为“贫下中农”。

## 政治、法律地位
在《中共中央、国务院关于改革高等学校招生工作的通知》有“对于在阶级斗争、生产斗争和科学实验三大革命运动中经受过一定锻炼的、政治思想好、年龄在二十五周岁以下（个别特殊情况的可以超过二十五周岁；理工科一般年龄应小一些）、具有高中毕业或相当于高中毕业文化程度、劳动两年以上的工人、贫下中农、劳动青年，以及退伍军人、在职干部（包括中小学教师）、四清工作队员，也采取推荐与选拔相结合的办法，由所在单位的基层推荐到县或市的招生机构审查，然后推荐到省、市、自治区的招生委员会负责加以选拔，保送入学。”
在文化大革命时期，贫下中农即“贫农、下中农”与“革命军人、革命干部、工人”属于红五类。在政治参与上享有优先权。
直到1980年代，家庭出身仍是每个人档案中必备的栏目，是求职、提升、入党必须考虑的重要条件。1980年代中期以后，出身成分或“家庭出身”栏目在调查统计报表中逐渐消失。但是在加入中国共产党及其附属政治团体时仍要填写家庭出身。

## 相关
- 阶级成分#概况
- 貧下中農協會